# Camille Jacmart
 (février 2021).
La mise en forme du texte ne suit pas les recommandations de Wikipédia : il faut le « wikifier ».
Les points d'amélioration suivants sont les cas les plus fréquents :
- Les titres sont pré-formatés par le logiciel. Ils ne sont ni en capitales, ni en gras.
- Le texte ne doit pas être écrit en capitales (les noms de famille non plus), ni en gras, ni en italique, ni en « petit »…
- Le gras n'est utilisé que pour surligner le titre de l'article dans l'introduction, une seule fois.
- L'italique est rarement utilisé : mots en langue étrangère, titres d'œuvres, noms de bateaux, etc.
- Les citations ne sont pas en italique mais en corps de texte normal. Elles sont entourées par des guillemets français : « et ».
- Les listes à puces sont à éviter, des paragraphes rédigés étant largement préférés. Les tableaux sont à réserver à la présentation de données structurées (résultats, etc.).
- Les appels de note de bas de page (petits chiffres en exposant, introduits par l'outil «  Source ») sont à placer entre la fin de phrase et le point final[comme ça].
- Les liens internes (vers d'autres articles de Wikipédia) sont à choisir avec parcimonie. Créez des liens vers des articles approfondissant le sujet. Les termes génériques sans rapport avec le sujet sont à éviter, ainsi que les répétitions de liens vers un même terme.
- Les liens externes sont à placer uniquement dans une section « Liens externes », à la fin de l'article. Ces liens sont à choisir avec parcimonie suivant les règles définies. Si un lien sert de source à l'article, son insertion dans le texte est à faire par les notes de bas de page.
- La présentation des références doit suivre les conventions bibliographiques. Il est recommandé d'utiliser les modèles {{Ouvrage}}, {{Chapitre}}, {{Article}}, {{Lien web}} et/ou {{Bibliographie}}. Le mode d'édition visuel peut mettre en forme automatiquement les références.
- Insérer une infobox (cadre d'informations à droite) n'est pas obligatoire pour parachever la mise en page.

Pour une aide détaillée, merci de consulter Aide:Wikification.
Si vous pensez que ces points ont été résolus, vous pouvez retirer ce bandeau et améliorer la mise en forme d'un autre article.
 (mai 2021).
Si vous disposez d'ouvrages ou d'articles de référence ou si vous connaissez des sites web de qualité traitant du thème abordé ici, merci de compléter l'article en donnant les références utiles à sa vérifiabilité et en les liant à la section « Notes et références ».
Camille François Corneille Lambert Jacmart, né à Louvain le 15 janvier 1821 et mort à Schaarbeek le 25 mai 1894, est un homme politique belge. Il a poursuit une carrière militaire et a été membre de la Chambre des représentants. Il a été un des activistes belges contre l'esclavage en Afrique.

## Famille
Jacmart est un fils de Charles Jacmart (1743-1849) et de Stéphanie Bauchau. Son père, médecin, fut professeur à l'Université d'État de Louvain (1817-1834) et en devint le recteur magnifique. Il fut ensuite professeur à l'Université Libre de Bruxelles.
Camille épouse en 1852 Marie de Wauters d'Oplinter-Bouchout (1833-1856), la dixième et dernière des enfants du sénateur Philippe de Wouters d'Oplinter-Bouchout. Ils ont une fille et un fils, mais la mère mourut peu après sa deuxième couche. Camille demeura veuf et ne se remaria que deux ans avant sa mort, avec Caroline Triest (1841-1927). Sans doute furent-ils pendant de nombreuses années un couple non marié, puisqu'en 1862 ils reconnurent une fille, Marie Louise Jacmart (1862-1949), qui devint peintre de fleurs.
D'après le faire-part de décès, Jacmart mourut après une longue et pénible maladie.
Son fils, Charles Jacmart (1856-1922), se maria en 1896 avec Marie-Charlotte Staes (1862-1929). Il devint militaire de carrière et atteignit le grade de capitaine-commandant.
Ils eurent plusieurs enfants, parmi lesquels trois fils qui furent anoblis en 1924.
- Maurice Jacmart (1897-1956), général-major, aide de camp des rois Léopold III et Baudouin I. Il demeura célibataire[1].
- Jean Jacmart (1899-1969), cofondateur et administrateur de l'Office de Généalogie et d'Héraldique de Belgique (OGHB). Il épousa la courtraisienne Jeanne Goethals, avec descendants jusqu'à ce jour. L'OGHB possède un Fonds Jacmart que Jean lui a légué. Il contient de nombreux dossiers qui concernent sa famille paternelle, originaire de la région de Givet et s'est ensuite établie à Louvain. Il contient également des dossiers qui concernent la famille du côté de sa grand-mère, les Wouters d'Oplinter, originaires de Tirlemont et de ses environs. Enfin, le Fonds contient des informations concernant de nombreuses familles brabançonnes[2]
- Raymond Jacmart (1906-1970) épousa Lucile Van den Kerckhove. Le mariage resta stérile et se termina par un divorce.

## Biographie
Ayant fait ses études à l'Ecole royale militaire à Bruxelles (1839-1843) il parcourut une carrière militaire:
- sous-lieutenant d'artillerie (1843),
- lieutenant (1847),
- aide de camp de l'inspecteur-général de l'artillerie (1847-1859),
- capitaine (1854),
- capitaine-commandant (1859),
- major (1868),
- luitenant-colonel (1872),
- colonel (1875),
- général-major (1879),
- commandant de l'école d'artillerie à Brasschaat (1879),
- lieutenant-général (1883),
- commandant de l'Ecole royale militaire (1885-1886).

En 1888 il fut élu à la Chambre des députés comme député de Bruxelles avec une étiquette d'indépendant. Il le demeura jusqu'en 1892, sans être réélu.
Il fut également :
- président de département et ensuite président de la  Société scientifique de Bruxelles,
- membre du Comité de surveillance  du Musée royal d'antiquités et d'armement à Bruxelles.
- président de la Société antiesclavagiste de Belgique.